# Association des écrivains de langue française
« ADELF » redirige ici. Pour l’article homophone, voir Adelphe.
L’Association des écrivains de langue française (ADELF), fondée le 3 février 1926, a pour objet de promouvoir la littérature francophone par des événements et des prix.

## Histoire
L'association est fondée en 1926 sous le nom d'Association des écrivains coloniaux puis devient Association des écrivains de la mer et de l’outre-mer.

## Objectifs
L’association réunit un millier d'écrivains de toutes origines. Son objectif est de révéler de nouveaux talents et de consacrer les écrivains majeurs qui, par la qualité de leur écriture et la force de leur engagement, font rayonner dans le monde entier les valeurs de la francophonie.
Elle décerne tous les ans dix prix littéraires, qui sont remis à Paris au moment de l'annuel Salon du livre.

## Prix décernés
- Prix littéraire des Caraïbes
- Grand prix littéraire d'Afrique noire
- Prix de lʼAfrique méditerranéenne/Maghreb
- Prix des Alpes et du Jura
- Prix littéraire de l'Asie
- Grand prix littéraire des écrivains belges francophones
- Prix littéraire européen
- Prix France-Liban
- Grand prix de la mer
- Grand prix littéraire des océans Indien et Pacifique
- Prix de la première œuvre littéraire francophone

### Autrefois
- Prix des Mascareignes